# 四小屋站
四小屋站（日语：／ Yotsugoya eki */?）是一座位於秋田縣秋田市的東日本旅客鐵道（JR東日本）奧羽本線的鐵路車站。

## 車站構造
車站設有一座1面2線的島式月台。由秋田站管理的車站（無人站）。設有站舍與自動售票機。

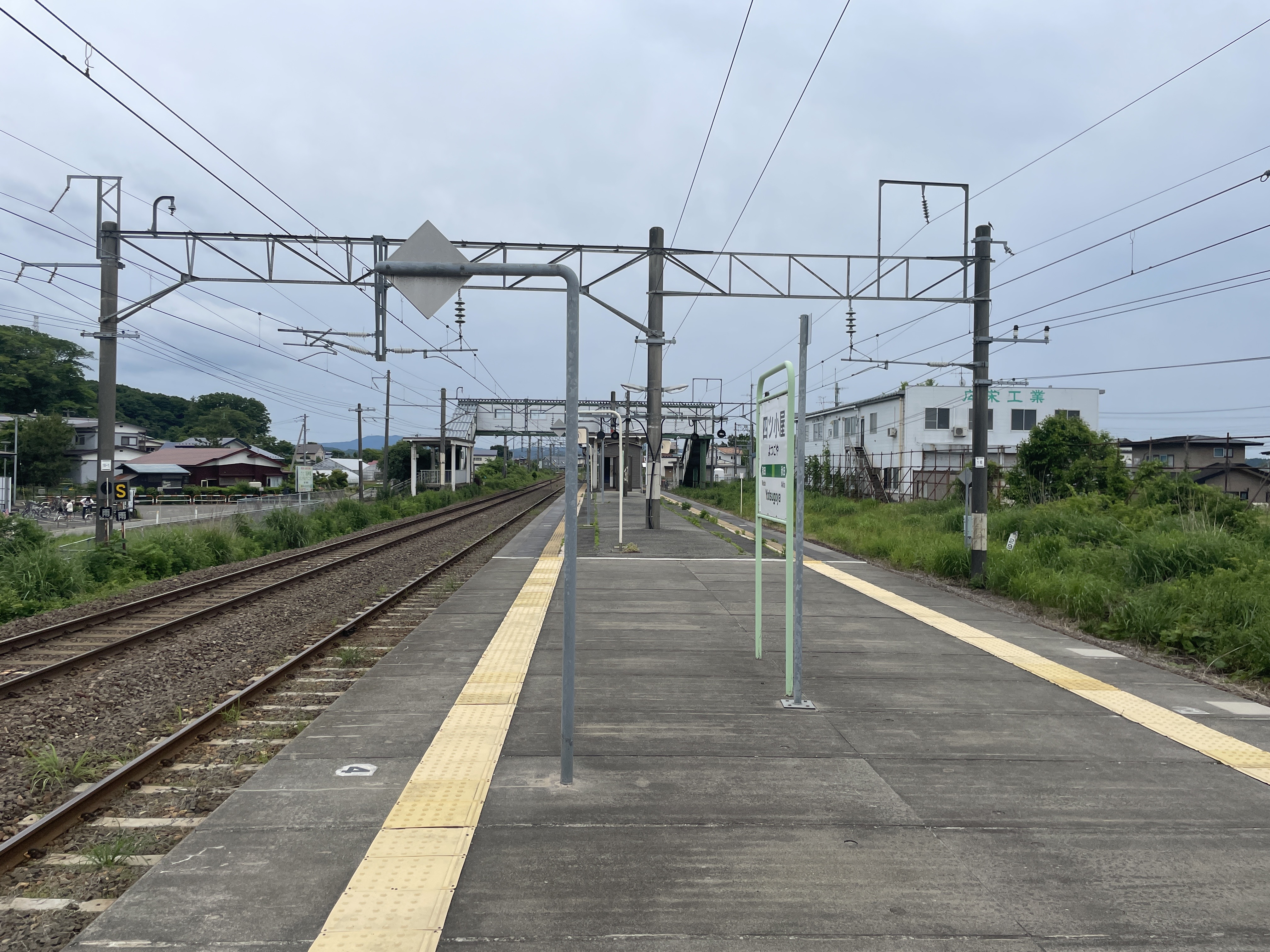
月台（2023年6月）
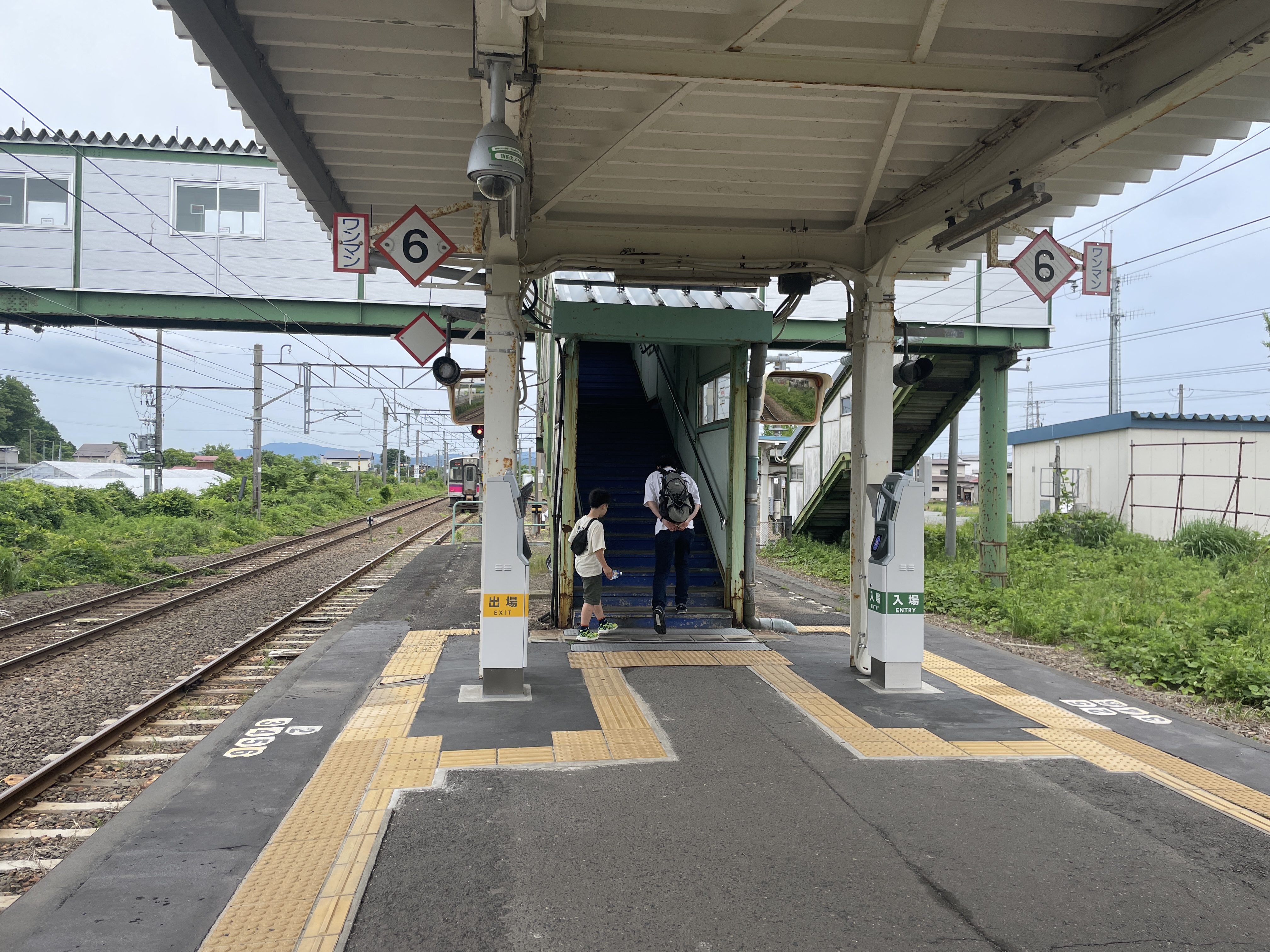
检票口（2023年6月）

### 月台配置
| 月台 | 路線      | 方向 | 目的地         |
| ---- | --------- | ---- | -------------- |
| 1    | ■奧羽本線 | 下行 | 秋田方向       |
| 2    | ■奧羽本線 | 上行 | 大曲、橫手方向 |

## 历史
- 1903年10月1日：奧羽北線（即現奧羽本線）秋田站至和田站開通。
- 1917年8月16日：車站啟用。
- 1987年4月1日：因國鐵分割民營化，本站成為東日本旅客鐵道的車站。
- 2004年：站舍改建完成。
- 2023年5月27日：可以使用「Suica」[1][2]。

## 車站周邊
- 秋田市立四小屋小學
- 御所野新市鎮
  - 秋田御所野郵局
  - AEON MALLル秋田
  - Furesupo御所野
  - 秋田市立御所野學院中學、高等學校
  - 秋田市立御所野小學
- 雄物川
- 國道13號
- 秋田縣道9號秋田雄和本莊線
- 秋田縣道61號秋田御所野雄和線

## 車站名字由來
四小屋是來自以前，在此處有四戶農家住在這裡而來。

## 相鄰車站
東日本旅客鐵道
■奧羽本線
□快速、■普通
和田－四小屋－秋田

## 相關項目
- 日本鐵路車站列表 Yo

## 外部連結
- JR東日本 四小屋站（页面存档备份，存于）